# تنگمان
تنگمان (جمال‌آباد) روستایی از توابع بخش ریز شهرستان جم استان بوشهر در جنوب ایران.

## جمعیت
این روستا در دهستان تشان قرار دارد و بر اساس سرشماری سال ۱۳۸۵ جمعیت آن (۱۴۴ خانوار) ۶۹۴ نفر است.
روستای تنگمان با قدمت‌ترین روستای بخش ریز می‌باشد.